# Hrbov (Polná)
Hrbov (německy Herbau) je místní částí města Polná. Nachází se 3 km severovýchodně od Polné v okrese Jihlava v Kraji Vysočina.

## Název
Název Hrbov nejspíš vznikl jako přivlastňovací jméno Hrbův dvůr od osobního jména Hrb. V roce 1318 obec nesla název Hyrbow, 1480 Hrbov, a v letech 1547 a 1654 Hrbow.

## Historie
Majitelem osady v roce 1318 se stal Vikart z Polné, v roce 1356 obec patří k polenskému panství. V roce 1380 vydal Jan Ptáček z Pirkštejna dekret, kterým udělil svobodnické právo Václavu Dvořákovi z Hrbova a jímž jeho rod zbavil poddanství. V roce 1502 byla místním vydána tzv. „odúmrtní listina“, která povolovala právo odkázat majetek komukoliv.
V letech 1869–1880 spadal Hrbov pod okres Polná, v letech 1880–1961 pod okres Německý Brod (později Havlíčkův), v letech 1961–1988 patřil pod okres Jihlava. 1. ledna 1989 se stal místní části města Polná, do té doby byl samostatný.

## Přírodní poměry
Hrbov leží v okrese Jihlava v Kraji Vysočina. Nachází se 4,5 km jihozápadně od Špinova a 6,5 km jihozápadně od Nížkova, 9 km západně od Poděšína, 6 km severně od Záborné, 3 km severovýchodně od Polné a 3 km jihovýchodně od Brzkova. Geomorfologicky je oblast součástí Česko-moravské subprovincie, konkrétně Havlíčkobrodské pahorkatiny a jejího podcelku Hornosázavská pahorkatina, v jejíž rámci spadá pod geomorfologický okrsek Přibyslavská pahorkatina. Průměrná nadmořská výška činí 510 metrů. Nejvyšším bodem je Věčný vrch s 573 m n. m. a můžeme jej nalézt 1 km severně. V okolí se rozprostírají lesy Vrší, Mastník, V Koloví a V Končinách. Před obcí teče Skrýšovský potok, jenž se následně vlévá do rybníka Kukle a dále do řeky Šlapanky. Další rybník, Baba, se nachází na jižním okraji obce. V roce 1996 tu byl vybudován třetí rybník Doubrava, který se využívá jako koupaliště.
V zahradě u domu čp. 67 roste památný 22metrový dub zimní, jehož stáří bylo roku 2009 odhadováno na 220 let.

## Obyvatelstvo
V roce 1850 zde žilo 322 obyvatel a stálo 47 domů. V roce 1903 zde žilo 359 obyvatel v 55 staveních. Podle sčítání 1921 zde žilo v 58 domech 364 obyvatel, z nichž bylo 178 žen. 362 obyvatel se hlásilo k československé národnosti. Žilo zde 360 římských katolíků a 3 příslušníci Církve československé husitské.
Narodil se tu katolický kněz a církevní hodnostář, Jan Brabec (1877–1949).
| Rok            | 1836 | 1850 | 1869 | 1880 | 1890 | 1900 | 1910 | 1921 | 1930 | 1950 | 1961 | 1970 | 1980 | 1991 | 2001 | 2011 |
| -------------- | ---- | ---- | ---- | ---- | ---- | ---- | ---- | ---- | ---- | ---- | ---- | ---- | ---- | ---- | ---- | ---- |
| Počet obyvatel | 364  | 322  | 379  | 376  | 357  | 359  | 363  | 364  | 351  | 262  | 244  | 246  | 248  | 227  | 242  |      |

## Hospodářství a doprava
V obci sídlí penzion Marek, obchod Jednota, spotřební družstvo Velké Meziříčí – COOP a kamenolom – jediný v celém mikroregionu a těží se tu durbachit. Obcí prochází silnice II. třídy č. 352 z Polné do Nížkova. Dopravní obslužnost zajišťují dopravci ICOM transport a ZDAR. Autobusy jezdí ve směrech Havlíčkův Brod, Přibyslav, Polná, Měřín, Arnolec, Jihlava a Brzkov. Obcí prochází cyklistická trasa č. 16 z Brzkova do Polné.

## Školství, kultura a sport
Děti dojíždějí do Základní školy Polná. Sídlí zde místní knihovna. Působí zde Myslivecké sdružení Brzkov – Hrbov, které bylo založeno roku 1957 a v roce 2007 mělo 17 členů. V obci působí Sbor dobrovolných hasičů, jenž byl založen v roce 1903. Přibližně 1 kilometr za obcí ve směru na Polnou byla mezi poli vybudována přistávací plocha pro lehká sportovní a práškovací letadla.

## Pamětihodnosti

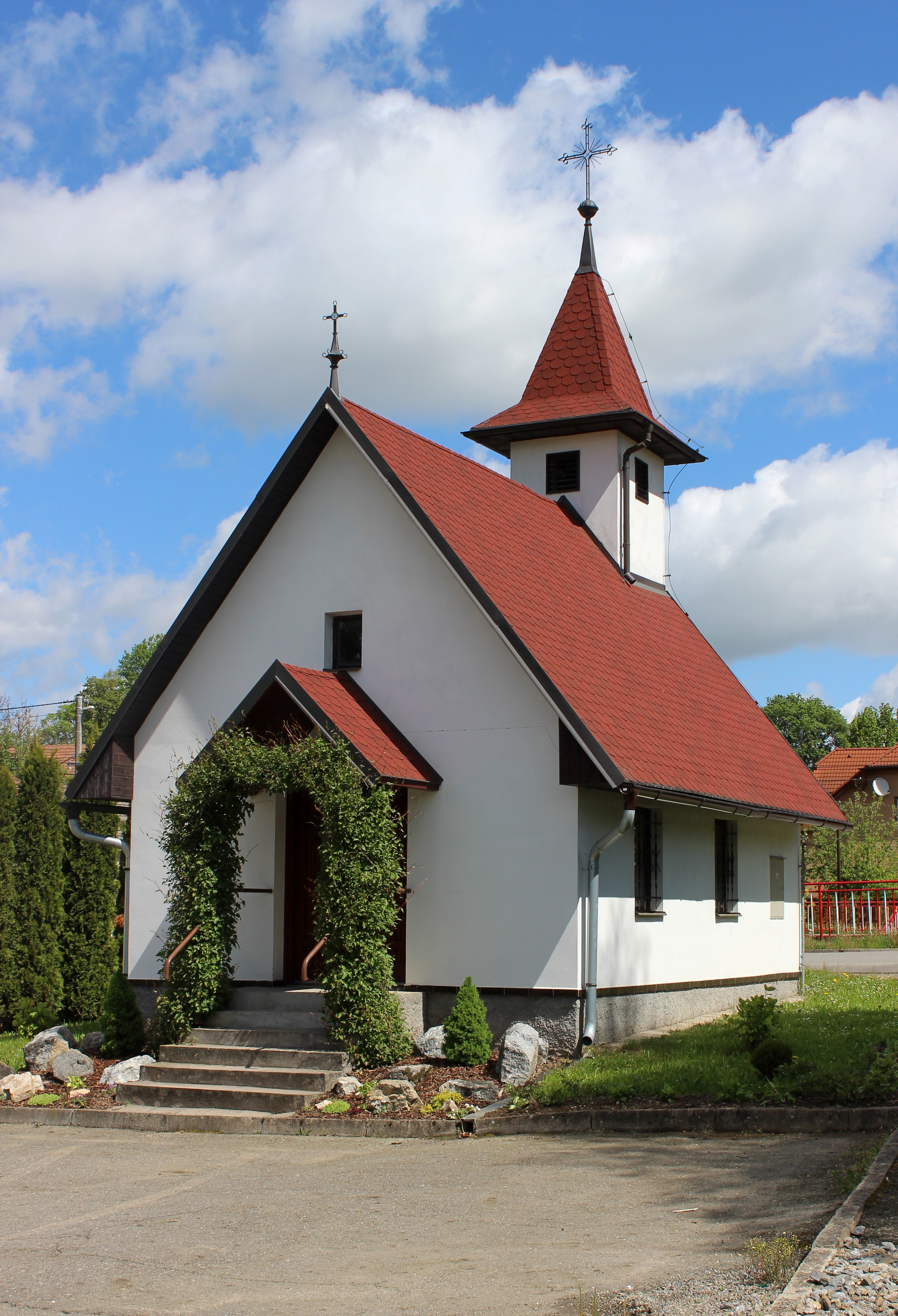
Kaple na návsi

Do poloviny 20. století tu fungoval mlýn „U Dobrovolných“. Nedaleko obce stojí smírčí kámen (87-40-30 cm), na němž je vytesán masivní kříž a podle místních pověstí byl zbudován na památku smrti sedláka, kterého napadlo divoké prase. V horní části vsi se dochovalo několik lochů – sklepů pro ukládání brambor. Z architektonického hlediska si zde cení zděného statku (čp. 39) s výjimečnou platickou výzdobou z počátku 19. století ve štítu obytného domu. V katastru obce také stojí prastarý dub, jenž patří mezi státem chráněné památné stromy.
V roce 2002 postavili v blízkosti požární nádrže kapli svatého Vavřince.